# Myrmidon longipenne
Myrmotherula longipennis
Espèce
Répartition géographique
Statut de conservation UICN

 LC  : Préoccupation mineure
Le Myrmidon longipenne (Myrmotherula longipennis) est une espèce de passereaux de la famille des Thamnophilidae, endémique d'Amazonie.

## Répartition et sous-espèces
Selon la classification de référence du Congrès ornithologique international (15.1, 2025) :
- M. l. longipennis Pelzeln, 1868 — au nord de l'Amazone ;
- M. l. zimmeri Chapman, 1925 — au sud du río Napo ;
- M. l. garbei Ihering, 1905 — au sud du río Marañón ;
- M. l. transitiva Hellmayr, 1929 — sud de l'Amazonie ;
- M. l. ochrogyna Todd, 1927 — interfluve des rios Madeira et Tapajós ;
- M. l. paraensis (Todd, 1920) — est de l'Amazonie.

## Classification
Le nom valide complet (avec auteur) de ce taxon est Myrmotherula longipennis Pelzeln, 1868.
Ce taxon porte en français le nom vernaculaire ou normalisé suivant : Myrmidon longipenne.